# Oscar Blumenthal
Oscar Blumenthal, född 13 mars 1852, död 24 april 1917, var en tysk lustspelsförfattare och teaterledare.
Blumenthal grundade 1888 Lessingtheater i Berlin och ledde densamma till 1897, och utgav flera tidskrifter, skrev lätta och kvicka kåserier på vers och prosa samt gjorde sig främst känd som en skicklig leverantör av några av 1880- och 1890-talets framgångsrikaste lustspel, bland annat Provpilen och Storstadsluft, båda uppförda i Sverige. Blumenthal samarbetade gärna med Gustav Kadelburg och deras lustspel Im weißen Rößl (1897) blev senare till operetten Vita Hästen med musik av Ralph Benatzky och Robert Stoltz.